# 팔도 사나이 91
"八道 사나이 91"은 1991년에 개봉한 대한민국의 영화이다.

## 캐스팅
- 허석
- 박준규
- 배수천
- 김나희
- 강주영
- 이무정
- 정일모
- 박희진
- 최광호
- 김학성
- 임주현
- 임용주
- 박정훈
- 김대중
- 이상훈
- 제민우
- 이경구
- 박광설
- 김혜준
- 손상현
- 이유한
- 김미선
- 강영미
- 이진수
- 고태웅
- 유상섭
- 조찬풍
- 이국연
- 김기호
- 김경민
- 최명호
- 이건찬

## 같이 보기
- 팔도 사나이